# Irene Pepperberg
Irene Pepperberg, född 1 april 1949, Brooklyn, New York, är forskare i kognitiv beteendevetenskap , med speciell inriktning på papegojor.
Irene Pepperberg är forskare och föreläsare i psykologi vid Brandeis University och bedriver studier vid MIT media lab. Hon är känd för sina studier av kognitionsvetenskap och språklig kommunikation. Hon var en av de första att utöka studierna till att lära djur mänskligt tal.
Hon bedriver studier av papegojor (grå jako). Fokus ligger på att utreda de kognitiva samt kommunikativa förmågorna hos dessa fåglar samt jämföra med andra djur och barn. Hon studerar såväl inlärningstekniker som resultatet av dessa. Erfarenheter från dessa studier har gett positiva resultat i behandling av personer med autism och liknande symptom.

## Utbildning
Efter examen som S.B. i kemi vid Massachusetts Institute of Technology 1969 och M.A. i samma ämnde vid Harvard University 1971, blev Pepperberg 1976 Ph.D. i ämnet kemisk fysik vid det senare lärosätet.